# ヨツヅノレイヨウ
ヨツヅノレイヨウ（四角羚羊、Tetracerus quadricornis）は、ウシ科ヨツヅノレイヨウ属に分類される偶蹄類。本種のみでヨツヅノレイヨウ属を構成する。ヨツヅノカモシカとも。

## 分布
インド、ネパール

## 形態
体長80-110cm。尾長10-15cm。体高55-65cm。体重15-25kg。全身は短く硬い体毛で被われる。尾の先端には房状に体毛が伸長しない。背面の毛衣は淡赤褐色、腹面の毛衣は白い。
耳介は大型。眼下部に臭腺（眼下腺）がある。吻端にある体毛が無く露出した板状の皮膚（鼻鏡）は大型で、上唇に達する。四肢は細長い。蹄は小型で、先端が丸みを帯びる。後肢の第2-5蹄（側蹄）の間に臭腺（側蹄腺）がある。
オスにのみ眼の上部と頭頂部に計4本の角（前方の2本ずつが長さ2-4cm、後方の2本ずつが長さ5-12cm）がある。後方にある角基部の断面は三角形だが、先端の断面は円形。乳頭の数は4。

## 分類
ウシ亜科の中でも原始的な種だと考えられている。ウシ亜科内ではニルガイ属と近縁とされ、2属でニルガイ亜科を構成する説もある。

## 生態
丘陵の水辺にある開けた森林や草原などに生息する。夜行性。1-6頭からなる小規模な群れを形成し生活する。危険を感じると茂みに逃げこむ。
食性は植物食で、草などを食べる。毎日水を飲むため、水場から遠く離れることはない。
繁殖形態は胎生。6-9月に交尾を行う。妊娠期間は7-8か月。1回に1-3頭の幼獣を産む。

## 人間との関係
娯楽としての狩猟などにより生息数は減少している。1993年における生息数は1,000-10,000頭と推定されている。

## 画像

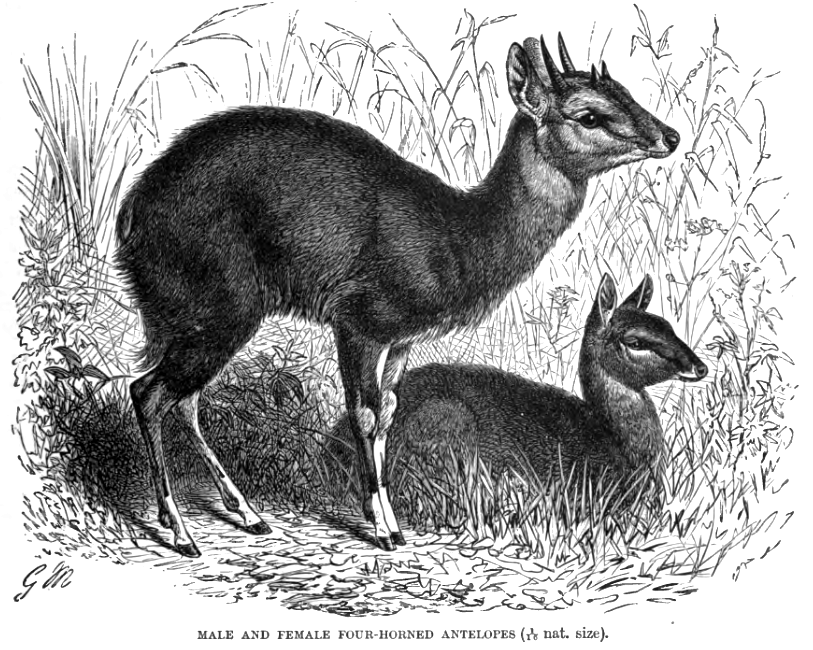
イラスト